# Alois Assmann
Alois Assmann ( - ) foi um oficial alemão que serviu na  durante a Segunda Guerra Mundial. Foi condecorado com a Cruz de Cavaleiro da Cruz de Ferro.